# Łężno (Nowa Ruda)
Łężno (niem. Friedrischbau) – część miasta Nowa Ruda w Polsce, położona w województwie dolnośląskim, w powiecie kłodzkim.

## Położenie
Łężno to nieduża osada położona w środkowej części Wzgórz Włodzickich, w Sudetach Środkowych, w okolicy Bieganowa, na południowym zboczu Krępca, na wysokości około 520–550 m n.p.m.

## Podział administracyjny
W latach 1975–1998 miejscowość administracyjnie należała do województwa wałbrzyskiego.

## Historia
Łężno w pierwszej połowie XVIII wieku jak kolonia Bieganowa, leżąca w dobrach hrabiego von Larischa. W roku 1825 było tu 12 domów, a w 1840 ich liczba wzrosła do 21. W następnych latach wieś zaczęła się wyludniać. Po 1945 roku Łężno zostało ponownie zasiedlone, jednak w kolejnych latach liczba ludności zmniejszała się. Po reformie administracyjnej miejscowość została włączona do Nowej Rudy.

## Szlaki turystyczne
Przez Łężno prowadzi  szlak turystyczny z Sarn do Nowej Rudy.